# Lobophora canavestita
Lobophora canavestita là một loài bướm đêm trong họ Geometridae.